# Relation de Clairaut
En géométrie différentielle, la relation de Clairaut est une formule d'Alexis Claude Clairaut qui relie
- la distance r(t) entre un point d'un grand cercle de la sphère unité et l'axe des z avec
- l'angle θ(t) entre le vecteur tangent et le cercle latitudinal :

Cette relation reste valide pour une géodésique d'une surface de révolution quelconque.